# Santa Rita do Pardo
Santa Rita do Pardo è un comune del Brasile nello Stato del Mato Grosso do Sul, parte della mesoregione del Leste de Mato Grosso do Sul e della microregione di Três Lagoas.